# Karl-Erik Bergman
Karl-Erik Bergman född den 25 juni 1930 i Källmyra torp i Geta Bonäs och är en åländsk författare.

## Biografi
Bergman ville ursprungligen bli journalist, men trivdes inte med det stressiga tempot och valde istället att bli fiskare och inspirerad av havet skriva dikter och prosa. Hans dikter publicerades mycket tack vare den rikssvenske poeten Stig Carlson som hyrde en stuga av Bergman och läste en del av dikterna och ansåg att de borde publiceras. 
Hans dikter har översatts till isländska och engelska. De har även tonsatts av flera kompositörer.

Han sammanfattad sitt författarskap så här, när han intervjuades på sin 80-årsdag 
Jag har fiskat när det varit vackert väder och skrivit när det varit dåligt, sammanfattar han. Det var en perfekt kombination.

## Priser och stipendium[1]
- Åländskt stipendium, 1966, 1975, 1984, 1990, 1993, 2007
- Svenska Litteratursällskapets pris för Och havet var hårt, 1974
- Statens projektstipendium, 1975
- Svenska kulturfonden, 1977, 1980
- Kulturfonden för Sverige och Finland, 1977
- Sveriges författarfond
- Finlands svenska författarförening, 1978
- Landsbygdens författarstipendium, 1986
- Statens författarpension på livstid, 1993
- Teresa Gulins fond, 2007